# Bothrops oligolepis
Espèce
Synonymes
- Lachesis bilineatus var. oligolepis Werner, 1901
- Bothriopsis oligolepis (Werner, 1901)
- Bothriechis oligolepis (Werner, 1901)
- Lachesis peruvianus Boulenger, 1903
- Bothriopsis peruviana (Boulenger, 1903)

Statut de conservation UICN

 LC  : Préoccupation mineure
Bothrops oligolepis est une espèce de serpents de la famille des Viperidae. 

## Répartition
Cette espèce se rencontre au Pérou et en Bolivie sur le versant Est des Andes .

## Description
C'est un serpent venimeux.

## Publication originale
- Werner, 1901 : Reptilien und Batrachier aus Peru und Bolivien. Abhandlungen und Berichte des Zoologischen und Anthropologisch-Ethnographischen Museums zu Dresden, vol. 9, no 2, p. 1-14 (texte intégral).